# Коршунов, Юрий Петрович
Юрий Петрович Коршунов (1933—2002) — советский и российский энтомолог и лепидоптеролог, занимавшийся преимущественно изучением дневных чешуекрылых. Основатель коллекции дневных бабочек Сибирского Зоологического Музея.

## Биография
Родился 22 сентября 1933 года в деревне Черноречка, которая в настоящее время является частью города Искитим. Когда мальчику исполнилось 3 месяца, семья переехала в Новосибирск. В 1945 году Юра, успешно окончив 31-ю начальную школу Новосибирска, поступил в мужскую школу № 4.
Первые наблюдения за насекомыми и их изучение начались с раннего детства. А в 1946 году, в составе школьной туристической группы, Ю. Коршунов посетил Алтай. С 1947 года Юрий занимался в юношеском географическом обществе «Сибирь», образованном на базе Областной станции юных техников и натуралистов. Кроме того, он посещал занятия в Западносибирском филиале АН СССР и Областном краеведческом музее, где познакомился с Анатолием Евгеньевичем Штанделем, который увлекался исследованием и коллекционированием бабочек. Ещё в школьные годы Юрий неоднократно ходил в походы и выезжал в экспедиции по Новосибирской области, Алтаю, Салаиру.

В 1953 году Ю. Коршунов, уже будучи студентом Биологического факультета Томского университета, перенёс клещевой энцефалит. Вскоре его наставник А. Е. Штандель, переселившийся в Харьков, пригласил Юрия перевестись на кафедру энтомологии Харьковского университета, возглавляемую  энтомологом и экологом С. И. Медведевым. Юрий Петрович принял приглашение. Вместе с Анатолием Евгеньевичем он участвовал в многочисленных экскурсиях по окрестностям города, бассейну Северского Донца под Чугуевым, у Мерефы, Покотиловки.
 В феврале 1954 года А. Е. Штандель и Ю. П. Коршунов едут в Москву, где молодой энтомолог внимательно осматривает коллекцию бабочек А. В. Цветаева и знакомится с А. А. Яхонтовым. После этой поездки Юрий окончательно связал свои научные интересы с изучением дневных чешуекрылых. Тогда же он впервые посетил Зоологический институт Академии наук СССР.
В 1954 и 1955 годах Юрий Петрович интенсивно собирал материалы по дневным бабочкам черноморского побережья (летом 1954 года он присоединился к экспедиции Института биофизики АН СССР, возглавляемой Г. А. Мазохиным-Поршняковым) и готовил дипломную работу, посвящённую булавоусым чешуекрылым Крыма. А летом 1956 года, окончив университет, Ю. П. Коршунов участвовал в экспедиционных поездках по Новосибирской области — уже в качестве сотрудника Западносибирского филиала АН СССР (Новосибирск).
В последующие 30 лет своей научной деятельности он побывал во множестве экспедиций по территории Западной Сибири,. Осенью 1973 года состоялось его знакомство с Владимиром Дубатоловым, тогда учеником 9-го класса, с которым они впоследствии долго работали вместе. В 1986 году самочувствие Юрия Петровича резко ухудшилось, исключая возможность активного участия в экспедициях. Последние 7 лет своей жизни Ю. П. Коршунов, из-за состояния здоровья, практически не выходил из здания Института, где он одновременно жил и работал. Умер Юрий Петрович Коршунов 1 августа 2002 года от сердечного приступа, прямо за своим рабочим столом. Похоронен на Заельцовском кладбище г. Новосибирска.

## Публикации
Написал и издал несколько монографий (включая наиболее известную — «Булавоусые чешуекрылые Северной Азии»), подготовил кандидатскую диссертацию по булавоусым чешуекрылым Хакасии, которая так и осталась незащищённой. Опубликовал 71 газетные и журнальные статьи.
- Коршунов Ю. Дополнения и исправления к книге «Дневные бабочки Азиатской части России». — Новосибирск: Издательская группа "ETA Grp", 1996. — 66 с. — 200 экз.
- Коршунов Ю. Булавоусые чешуекрылые Урала, Сибири и Дальнего Востока: определитель и аннотации. — Новосибирск: ЗСГВХ, 2000. — 218 с. — 200 экз.
- Коршунов Ю. П. Булавоусые чешуекрылые Северной Азии. // Определители по флоре и фауне России.  Выпуск 4. — М.: Товарищество научных изданий КМК, 2002. — 424 с. — ISBN 5-87317-115-7.
- Кумаков А. П., Коршунов Ю. П., 1979: Чешуекрылые Саратовской области. — Саратов: изд-во СГУ. — 240 с.

## Названы в честь Ю. П. Коршунова

### Виды чешуекрылых
- Зефир Коршунова (Favonius korshunovi Dubatolov & Sergeev, 1982) — дневная бабочка из семейства Голубянки.
- Hyponephele korshunovi Lukhtanov, 1994

### Подвиды чешуекрылых
- Сенница гликерион (Coenonympha glycerion korshunovi Nekrutenko, 1978)
- Парусник номион (Parnassius nomion korshunovi Kreuzberg & Pljushch, 1992)
- Голубянка Икар (Polyommatus icarus korshunovi P. Gorbunov, 1995)